# Schalaghasch
Schalaghasch (kasachisch Жалағаш, russisch Жалагаш Schalagasch) ist ein Ort im Gebiet Qysylorda im Süden Kasachstans.

## Geografie
Schalaghasch liegt im Süden Kasachstans im Gebiet Qysylorda rund 70 Kilometer nördlich der Stadt Qysylorda am rechten Ufer des Syrdarja. Dieser wird in der Region zur intensiven Bewässerung landwirtschaftlicher genutzt; abseits dieser Flächen ist die Umgebung durch trockene Wüsten geprägt.

## Bevölkerung
Die Volkszählung 1999 ergab für den Ort eine Bevölkerung von 14.486 Menschen. Bei der Volkszählung im Jahr 2009 hatte Schalaghasch 13.479 Einwohner. Bei der letzten Volkszählung 2021 lebten 15.106 Menschen in Schalaghasch. Zum 1. Januar 2025 ergab die Fortschreibung der Bevölkerungszahlen eine Einwohnerzahl von 15.859 Menschen.
| Einwohnerentwicklung               | Einwohnerentwicklung | Einwohnerentwicklung | Einwohnerentwicklung | Einwohnerentwicklung | Einwohnerentwicklung | Einwohnerentwicklung |
| 1959                               | 1970                 | 1979                 | 1989                 | 1999                 | 2009                 | 2021                 |
| ---------------------------------- | -------------------- | -------------------- | -------------------- | -------------------- | -------------------- | -------------------- |
| 5.399                              | 8.428                | 12.843               | 12.726               | 14.486               | 13.479               | 15.106               |
| Anmerkung: Volkszählungsergebnisse |                      |                      |                      |                      |                      |                      |

## Verkehr
Durch den Ort führt die regionale Fernstraße R69, die auf der rechten Seite des Syrdarja parallel zur M32 verläuft. Sie führt in nördlicher Richtung nach Schossaly und in südlicher Richtung weiter über Terengösek bis nach Qysylorda. In Schalaghasch zweigt auch die Fernstraße R71 ab, die in westlicher Richtung mehrere Dörfer an das Fernstraßennetz anbindet. Durch Schalaghasch verläuft die Strecke der Trans-Aral-Eisenbahn, im Zentrum des Ortes gibt es einen Bahnhof.